# باغ آذری
باغ آذری یکی از محله‌های قدیمی در جنوب تهران منطقه 16 است که در محدوده‌ای که از جنوب به پارک بعثت، از شمال به خیابان شوش، از شرق به خیابان صابونیان و از غرب به خیابان خزانه بخارایی محدود می‌شود. این محله از قدمت زیادی برخوردار است به‌طوری‌که در برخی از مناطق آن بقایای کوره‌های آجرپزی که مربوط به دوران قاجار می‌باشد در آن دیده شده‌است.
این محله دارای بافت قدیمی شهرنشینی می‌باشد که دارای دو پارک بزرگ به نام‌های بعثت و میثاق و چندین بوستان دیگر (اسفند، بهاران و ...) می‌باشد.
باغ آذری دارای یک مرکز فرهنگی به نام خانه فرهنگ قلم و چند کانون پرورش فکری کودکان و نوجوانان به نام‌های کانون بعثت و کاخ جوانان است.